# Ernesto Della Torre
Ernesto Della Torre (Adro, 26 marzo 1844 – Portici, 22 novembre 1913) è stato un patriota e politico italiano, fu uno dei 1089 componenti della Spedizione dei Mille guidata da Giuseppe Garibaldi.

## Biografia
Nacque a Adro da Andrea e di Elisa Lancini. Nella II guerra d'indipendenza del 1859, seppur minorenne, si arruolò fra i Cacciatori delle Alpi e successivamente nei Bersaglieri . Dal 1860 fu volontario fra i Mille di Garibaldi ; combatté nella battaglia di Calatafimi e a Palermo, ove ferito, fu promosso per merito al grado di sottotenente. Dopo il 1860 entrò a far parte dell'esercito regolare e nel 1862 fu trasferito all'XI Reggimento Fanteria che prese parte alla lotta contro il brigantaggio combattendo a Ponti della Valle.Nel 1866 seguì Garibaldi in Trentino e il 21 luglio 1866 nel corso della battaglia di Bezzecca fu ferito gravemente meritandosi una medaglia al valor militare.
L'anno successivo, nel 1867, prese parte alla campagna dell'Agro Romano: ferito a Valle Corsa e fatto prigioniero, venne condotto a Roma e condannato a morte. Venne rinchiuso a Civitavecchia e poi nel Castel Sant'Angelo, l'intervento di Napoleone III di Francia gli restituì la libertà.Stabilitosi a Napoli, fondò nel 1885 il settimanale “Il Vesuvio”, avviò una tipografia e si impegnò nell'organizzazione delle celebrazioni garibaldine. Nel 1887 si trasferì a Portici. Nel 1910 l'11 maggio Marsala gli conferì la cittadinanza onoraria. Morì a Portici il 6 dicembre 1913.